# جیلوان حمد
جیلوان حمد (عربی: جيلوان حمد؛ زادهٔ ۶ نوامبر ۱۹۹۰) بازیکن فوتبال اهل عراق-سوئد است.
از باشگاه‌هایی که در آن بازی کرده‌است می‌توان به باشگاه فوتبال هوفنهایم، باشگاه فوتبال استاندارد لیژ، و باشگاه فوتبال مالمو اشاره کرد.
وی همچنین در تیم‌های ملی فوتبال زیر ۱۷ سال سوئد, زیر ۱۹ سال سوئد، زیر ۲۱ سال سوئد، سوئد، و عراق بازی کرده‌است.